# Монте-Горду
Монте-Горду (порт. Monte Gordo)  —  населённый пункт и район в Португалии,  входит в округ Фару. Является составной частью муниципалитета  Вила-Реал-де-Санту-Антониу. По старому административному делению входил в провинцию Алгарве (регион). Входит в экономико-статистический  субрегион Алгарве, который входит в Алгарве. Население составляет 3952 человека на 2001 год. Занимает площадь 4,12 км².
Покровителем района считается Дева Мария (порт. Nossa Senhora das Dores).